# Farní sbor Českobratrské církve evangelické ve Zruči nad Sázavou
Farní sbor Českobratrské církve evangelické ve Zruči nad Sázavou je zaniklým sborem Českobratrské církve evangelické ve Zruči nad Sázavou. Sbor od 1. července 2015 spadal pod Pražský seniorát (do té doby spadal pod Poděbradský seniorát).
Modlitebna byla vystavěna roku 1936; samostatný sbor byl založen roku 1946.
Před zánikem byl sbor spravován správní komisí, jejímž předsedou byl Tomáš Trusina, farář sboru v Benešově. Sbor administroval farář Matěj Opočenský.
Sbor zanikl rozhodnutím Synodu ČCE k 31. prosinci 2022. Majetek a závazky přešly na Pražský seniorát, členové sboru a území sboru synod přičlenil ke sboru v Benešově.

## Faráři sboru
- Josef Kovář (1943–1948)
- Jaroslav Soběslavský (1944–1948)
- Alfréd Kocáb (1955–1960)
- Ctirad Novák (1960–1968)
- Miluše Nováková (1968-1981)
- Daniel Menšík